# 喜多洋三
喜多 洋三 (きた ひろみ、1931年 <昭和6年> 7月23日 -2013年 <平成25年> 8月5日) は、日本の政治家。元大阪府守口市長（5期）。位階は従四位。旭日中綬章。

## 経歴
大阪府出身。関西大学経法学部卒。守口市役所に入り、第二助役などを務める。
1987年守口市長選挙に立候補し、当選。守口市長を5期務める。2007年に退任した。2013年に死去。

## 栄典
- 2008年秋の叙勲で旭日中綬章を受章[3]
- 死没日付をもって従四位に叙された[4]